# Jesenwanger Straße 8 (Kottgeisering)

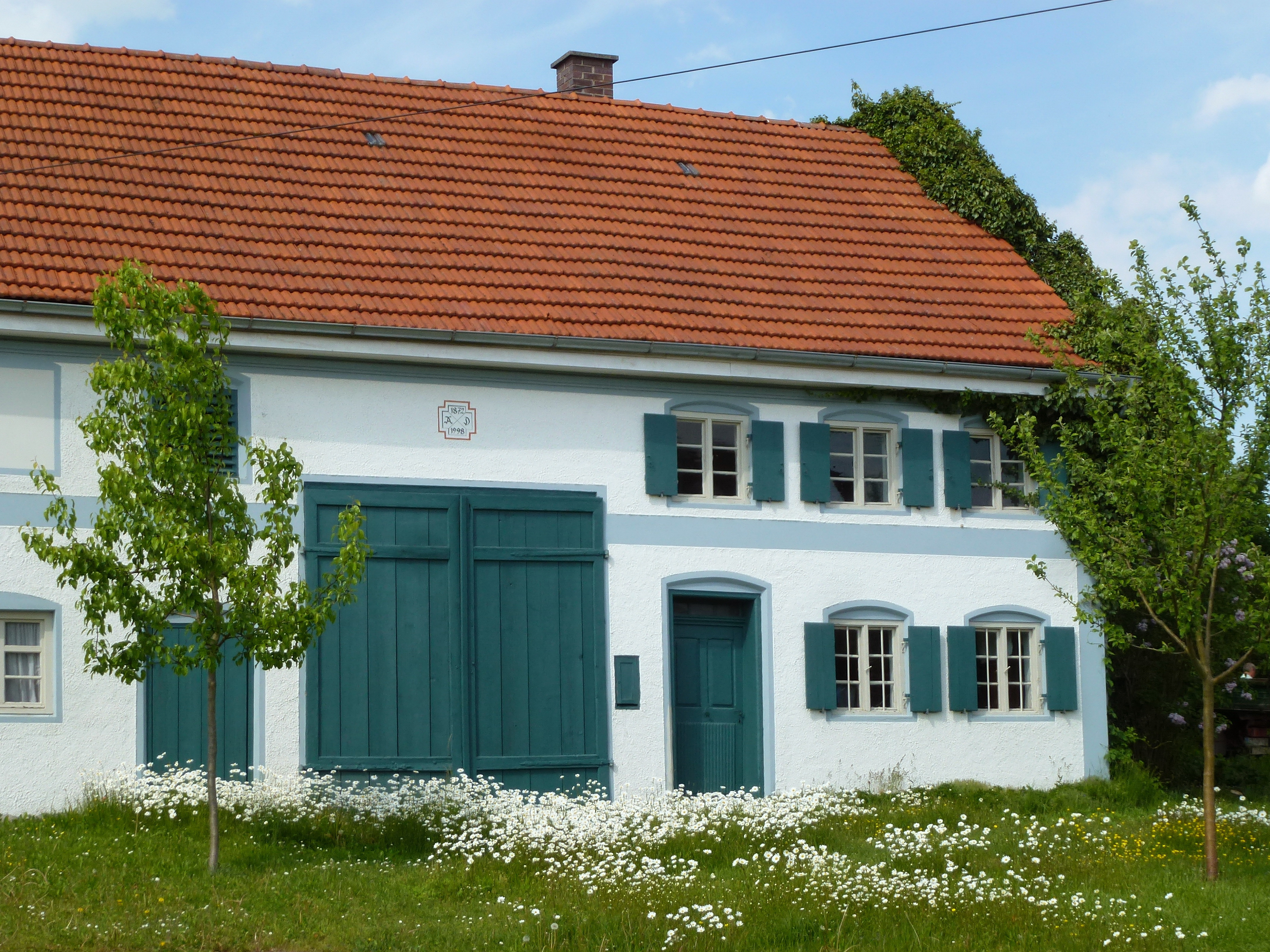
Ehemaliges Bauernhaus Jesenwanger Straße 8 in Kottgeisering

Das ehemalige Kleinbauernhaus Jesenwanger Straße 8 in Kottgeisering, einer Gemeinde im oberbayerischen Landkreis Fürstenfeldbruck, wurde wohl um 1800 errichtet. Das Gebäude ist ein geschütztes Baudenkmal.
Der zweigeschossige verputzte Mitterstallbau mit Satteldach und vorgezogener Küchenkammer wurde 1872 nach Osten um das Auszugshaus erweitert, sodass unter einem Dach zwei getrennte Häuser und in der Mitte der Stall vereint waren. 1998 wurde das Anwesen umfassend renoviert.